# Lucca (stacja kolejowa)
Lucca (włoski: Stazione di Lucca) – stacja kolejowa w Lucce, w prowincji Lukka, w regionie Toskania, we Włoszech. Jest węzłem kolejowym na linii Florencja - Lukka, Lukka – Viareggio oraz na liniach do Pizy i Aulla. Wszystkie linie są lokalne, kursują po nich jedynie pociągi regionalne. Do najważniejszej stacji kolejowej w prowincji Lukka należy Viareggio.

## Charakterystyka

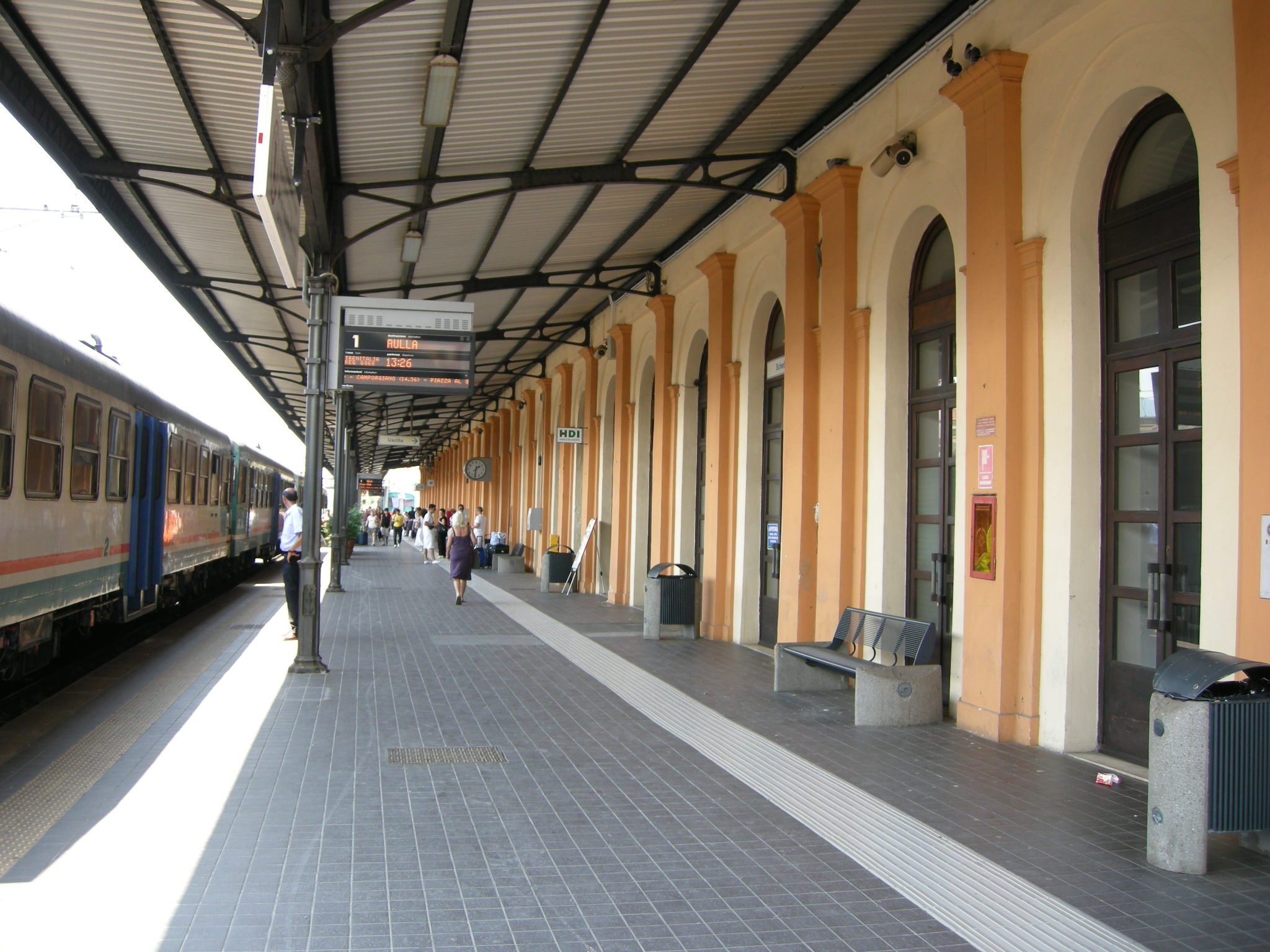
Peron 1

Stacja została zaprojektowana w pierwszej połowie XIX wieku przez inż. Enrico Pohlmeyer, autora instalacji, i architekta z Lukki Vincenzo Pardini, który był twórcą elewacji: stacja została otwarta 29 września 1846 roku. Fasada, elegancka i wyrafinowana, pokazuje dwa rzędy łuków, podkreślające strukturę. Niektóre zmiany, które zaszły na przestrzeni lat, nie wpłynęły na oryginalny XIX-wieczny budynek.
Stacja posiada sześć torów w tym pięć używany do obsługi pasażerów, a trzy perony. Na torze 1 zatrzymują się pociągi do i z Media Valle del Serchio, Garfagnana i Lunigiana, na torze 2 przejeżdżają pociągi towarowe, pociągi zatrzymują się na torze 3 bezpośrednio z Florencji do Viareggio, na torze 4 pociągi zatrzymują się od [Viareggio i do Florencji, tory 5 i 6 są używane do kierowania pociągów lokalne i od Pizy do Florencji.
Na stacji znajduje się bar, toalety, biura Polfer, kasy i przed budynkiem parking oraz przystanek dla autobusów i taksówek.

## Ruch
Ruch pasażerski jest częsty o każdej porze dnia, zwłaszcza rano i wieczorem, gdy stacja jest pełna osób dojeżdżających do pracy, a w okresie letnim stacja jest często oblegana przez turystów i ludzi, którzy przyjeżdżają do Viareggio, głównej stacji dla Prowincji Lukka. Wszystkie pociągi, które się tu zatrzymują są regionalne i kursują  do takich miast jak: Florencja, Aulla, Viareggio, Piza. Ponadto istnieje jeden pociąg dziennie do Livorno, i codzienny autobus do lotniska w Pizie.
Stacja obsługuje dziennie 4018 pasażerów.